# Saiban-in Seido
Saiban-in Seido (jap. 裁判員制度) bezeichnet das Laienrichtersystem des japanischen Rechts.

## Vorläufer Baishin-sei
Ein Geschworenensystem (陪審制, Baishin-sei) wurde erstmals unter Führung des Premierministers Hara Takashi mit dem Gesetz Baishin-hō (陪審法) vom 18. April 1923 eingeführt. Dieses System wurde zu dieser Zeit nicht sehr oft verwendet, teils auch, weil die Angeklagten auf das Recht auf Geschworene (陪審員, baishin-in) verzichten können. Das System wurde seit 1943 nicht mehr angewendet, anfangs wegen des Zweiten Weltkrieges, später wohl, weil es nicht besonders gut zu traditionellen japanischen Rechtsvorstellungen passt.

## Neues Gesetz
Am 28. Mai 2004 verabschiedete das Japanische Parlament das Saiban-in-hō (裁判員法), das es dem Bürger erlaubt, an Strafgerichtsverhandlungen zu bestimmten schweren Verbrechen teilzunehmen und zusammen mit professionellen Richtern die Entscheidungen über die Schuld und die Strafe zu treffen. Die Laienrichter (裁判員, Saiban-in) werden nach dem Zufallsprinzip aus dem Wahlregister ausgewählt.
In den meisten Fällen besteht das Gericht aus sechs Saiban-in und drei Berufsrichtern. In (den in Japan relativ häufigen) Fällen, bei denen es keine wesentlichen Meinungsverschiedenheiten über die Schuldfrage gibt, besteht das Gericht aus vier Saiban-in und einem Berufsrichter. Im Gegensatz zu dem alten Gesetz kann der Angeklagte nicht auf ein Verfahren durch Saiban-in verzichten.
Das Saiban-in Seido wird seit dem 21. Mai 2009 angewendet. Nach einem Monat waren 134 Menschen unter dem neuen System angeklagt und erwarteten ihre Verfahren. Die ersten Prozesse sollten im August 2009 beginnen.
Gegner des neuen Gesetzes befürchten unter anderem, dass sich die Laienrichter unter dem Druck der öffentlichen Meinung genötigt fühlen könnten, häufiger Todesurteile zu verhängen.